# Chiesa dell'Esaltazione della Santa Croce (Buttapietra)
La chiesa dell'Esaltazione della Santa Croce è la parrocchiale di Buttapietra, in provincia e diocesi di Verona; fa parte del vicariato di Verona Sud.

## Storia
La prima citazione di una chiesa a Buttapietra, dedicata alla Beata Vergine Maria e accanto alla quale sorgeva il camposanto, risale al 1244; essa venne poi nuovamente menzionata nel testamento un certo Paolo fu Bonaventura, che aveva espresso la volontà di esservi sepolto.

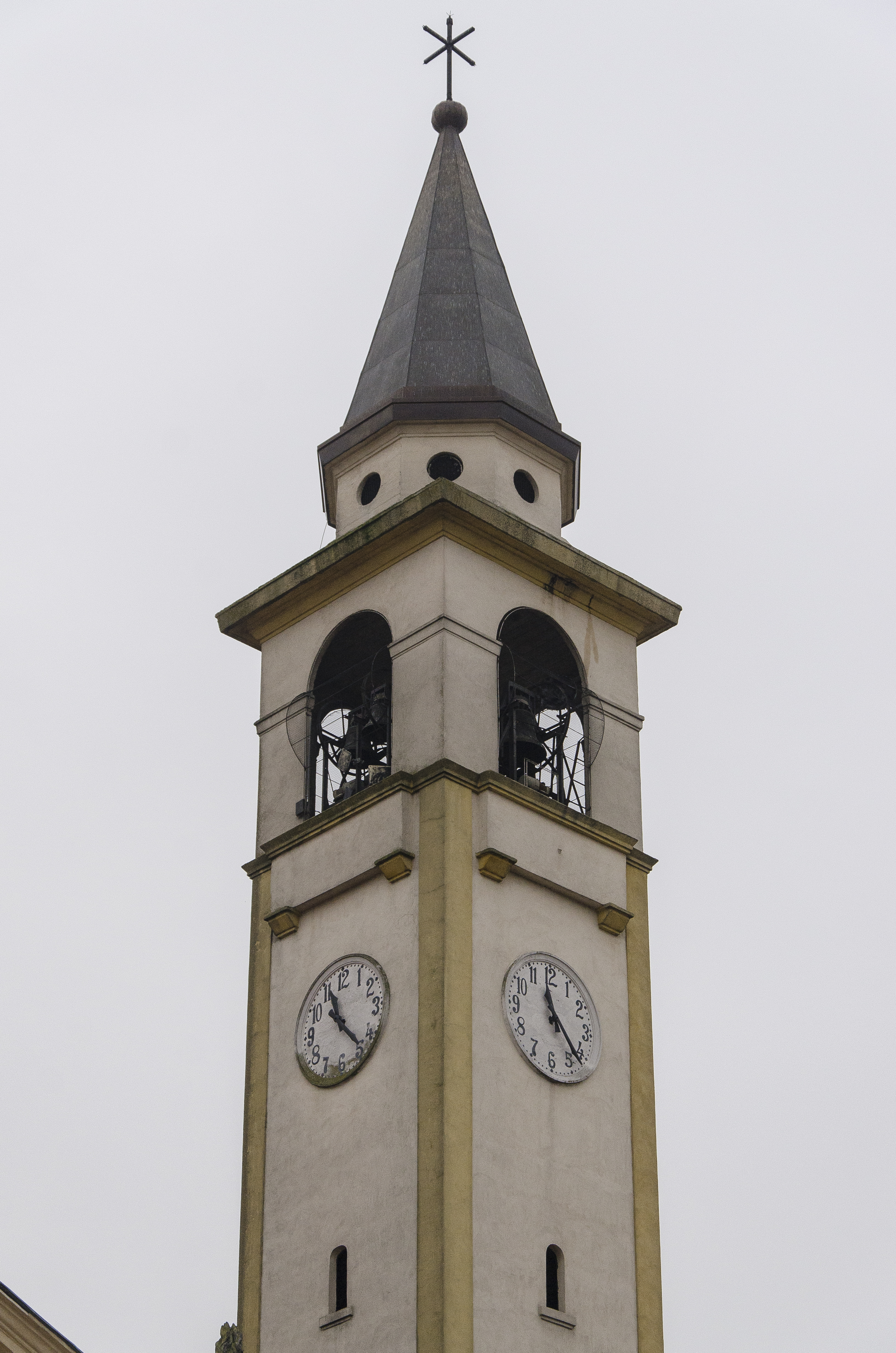
Il campanile

Nel 1526 il vescovo di Verona Gian Matteo Giberti, compiendo la sua visita pastorale, annotò che la chiesa era sede parrocchiale e che era dotata del fonte battesimale; dalle relazioni delle sue visite successive si apprende che la chiesa aveva il titolo di Sancte Crucis alias nativitatis beatae Virginis, che era sottoposta al monastero veronese dei Crociferi di San Luca e che disponeva di quattro altari, ovvero del maggiore e di quelli laterali della Beata Vergine, della Passione di Cristo e del Santissimo Sacramento.
Tra il 1749 e il 1751 venne realizzato il nuovo oro al posto di quello precedente; nel 1769 la chiesa fu oggetto di un rifacimento, che previde l'ampliamento della navata e la costruzione di quattro cappelle laterali.
Nel 1931 iniziarono su progetto di Francesco Banterle i lavori di un nuovo ampliamento dell'edificio; portati a termine nel 1941, essi comportarono l'allungamento dell'aula, la sopraelevazione dei muri e la costruzione del transetto e della cupola. Nel frattempo, tra il 1935 e il 1938 era stato eretto il campanile.
Nel 2003 fu restaurata la facciata, mentre nel 2007 il tetto fu interessato da un rimaneggiamento.

## Descrizione

### Facciata
La facciata della chiesa, che volge ad occidente, è a capanna ed è tripartita da quattro lesene ioniche che poggiano su altrettanti basamenti e che sorreggono la trabeazione, sopra la quale c'è il timpano di forma triangolare, ai lati del quale sino collocate due urne acroteriali e sovrastato da una statua che tiene una croce; al centro si apre il portale d'ingresso, sovrastato da una finestra semicircolare. 

### Interno
L'intento, che ha forma a croce latina, si compone di un'unica navata coperta da volta a botte e del transetto, nel punto di incrocio tra i quali si erge la cupola; al termine dell'aula vi è il presbiterio, sopraelevato di quattro gradini e chiuso dall'abside semicircolare, a mezzogiorno del quale sorge la sagrestia.
Opere di pregio qui conservate sono la pala raffigurante Sant'Elena che adora la Croce, eseguita da Giovanni Chiarelli nel 1826 e gli altari del transetto, dedicati a San Giuseppe e alla Beata Vergine Addolorata.